# Amtsgericht Altenberg
Das Amtsgericht Altenberg war ein Gericht der ordentlichen Gerichtsbarkeit und ein Amtsgericht in Sachsen mit Sitz in Altenberg (Erzgebirge).

## Geschichte
In Altenberg bestand bis 1879 das Gerichtsamt Altenberg als Eingangsgericht. Im Rahmen der Reichsjustizgesetze wurden 1879 im Königreich Sachsen die Gerichtsämter aufgehoben und Amtsgerichte, darunter das Amtsgericht Altenberg, geschaffen. Der Gerichtssprengel umfasste Altenberg mit Vorwerk, Neugarten und Rauschermühle, Bärenburg, Bärenfels, Dönischen, Falkenhain bei Altenberg, Geising (Neu- und Alt-), Georgenfeld, Hirschsprung, Rehefeld, Schellerhau, Zaunhaus, Zinnwald und die Forstreviere in Altenberg, Bärenfels und Hermsdorf, sowie ein Teil des Bärenburger Reviers. Das Amtsgericht Altenberg war eines von 14 Amtsgerichten im Bezirk des Landgerichtes Dresden. Der Amtsgerichtsbezirk umfasste danach 8215 Einwohner. Das Gericht hatte damals eine Richterstelle und war (evtl.) das kleinste Amtsgericht im Landgerichtsbezirk.
Ende 1931 wurde das Amtsgericht Altenberg aufgehoben. Das Amtsgericht Lauenstein übernahm seine Aufgaben für die Gemeinden Altenberg, Geising, Georgenfeld, Hirschsprung, Zinnwald und den selbständige Gutsbezirk Staatsforstrevier Hirschsprung-Altenberg. Die anderen Gemeinden des Amtsgerichts Altenberg wurden dem Amtsgericht Dippoldiswalde zugeordnet.